# Зибарев, Василий Георгиевич
Василий Георгиевич Зибарев (20 апреля 1918, с. Михайловка, Акмолинская область— 15 декабря 2020, Москва) — советский военный деятель и педагог, генерал-майор. Организатор и первый начальник Новосибирского высшего военно-политического общевойскового училища (1967—1973).

## Биография
Родился 20 апреля 1918 года в селе Михайловка Акмолинской области (ныне — Мамлютский район Северо-Казахстанской области) в семье крестьянина. Отец — Зибарев Георгий Ульянович, находясь в рядах Красной Армии, боровшейся против Колчака, пропал без вести в 1919 году. Мать, Зибарева Ульяна Степановна, умерла в 1957 году.
С 1933 по 1937 год обучался в Петуховском техникуме механизации сельского хозяйства. с 1937 по 1938 год работал в должности механика машино-тракторной станции. С 1938 года призван в ряды РККА, служил в составе 42-й бригады лёгких танков Дальневосточного военного округа: с 1939 по 1940 год — ответственный секретарь комсомольской организации танкового полка и комиссар роты, с 1940 по 1943 год — помощника командира бригады по комсомольской работе.
С 1944 года после окончания Высших военно-политических курсов ГУПП РККА при ВПА имени В. И. Ленина, участник Великой Отечественной войны в составе 9-го танкового корпуса 1-го Белорусского фронта в качестве заместителя командира танкового батальона по политической части. Участник освобождения Белоруссии и Польши. С 1945 года — командир танкового батальона, участник Штурма Берлина, за эту операцию был награждён Орденом Красного Знамени.
С 1945 по 1949 год обучался в Военно-политической академии имени В. И. Ленина. С 1949 по 1967 год проходил службу на командных и политических должностях в частях Группы советских войск в Германии и в войсках Одесского военного округа с 1961 по 1967 года в качестве первого заместителя начальника политического отдела 14-й гвардейской общевойсковой армии. С 1967 по 1973 год был организатором и первым начальником Новосибирского высшего военно-политического общевойскового училища. С 1973 по 1979 год — начальник политического отдела Военно-политической академии имени В. И. Ленина.
С 1979 года генерал-майор в отставке. В 1979 году по приглашению академика Г. И. Марчука начал работать в Академии наук СССР на должности — уполномоченного Сибирского отделения АН СССР, в которой проработал до 1990 года, с 1990 по 1991 год — старший инспектор по основной деятельности Совета по координации научной деятельности Академии наук Союзных республик при Президиуме АН СССР.
Умер 15 декабря 2020 года в Москве. Похоронен 18 декабря на Троекуровском кладбище Москвы.
Бюст генерал-майора Василия Зибарева установлен в 2022 году на территории Новосибирского высшего военного командного ордена Жукова училища.

## Награды
Советские
- Орден Красного Знамени (1945 — «За Берлинскую операцию»[2][5])
- два Ордена Отечественной войны 1-й (06.04.1985[8]) и 2-й (17.03.1945[9]) степени
- Орден Трудового Красного Знамени[1]
- Орден Красной Звезды[1]
- Орден «За службу Родине в Вооружённых Силах СССР» III степени[1]
- Медаль «За боевые заслуги» (20.06.1949[10])
- Медаль «За победу над Германией в Великой Отечественной войне 1941—1945 гг.»[11]
- Медаль «За взятие Берлина»[3]
- Медаль «За освобождение Варшавы»[3]
- Медаль «За отличие в охране государственной границы СССР»[3]
- Медаль «Ветеран Вооружённых Сил СССР»[3]

Иностранные
- Крест Храбрых (ПНР)[1]
- медаль «За Варшаву 1939—1945» (ПНР)[3]
- Медаль «Братство по оружию»[3]